# Suzuki Chikuma
Suzuki Chikuma (japanisch 鈴木 千久馬; geb. 23. Juli 1894 in Fukui (Präfektur Fukui); gest. 7. September 1980) war ein japanischer Maler der Yōga-Richtung während der Taishō- und Shōwa-Zeit.

## Leben und Werk
Suzuki Chikuma war der dritte Sohn von Suzuki Koyata. Er machte 1921 seinen Abschluss an der Abteilung für Westliche Malerei der „Tōkyō bijutsu gakkō“ (東京美術学校), der Vorläufereinrichtung der heutigen Geidai. Im selben Jahr konnte er ein Bild mit dem Titel „領空陰にて“ (Ryokuin nite: In einem dunklen Winkel) auf der dritten Teiten-Ausstellung zeigen. 1925 wurde er auf der 6. Teiten für sein Bild „寝椅子の裸婦“ (Neisu no rafu: Akt auf einer Couch) ausgezeichnet. Danach erhielt in drei aufeinander folgenden Jahren Auszeichnungen mit Bildern wie „椅子による裸婦“ (Isu ni yoru rafu: Akt auf einem Stuhl; 1926) und „四人の少女“ (Yonin no shōjo: Vier Mädchen).
Von 1928 bis 1929 reiste Suzuki durch Europa. Nach seiner Rückkehr zeigte er Werke auf einer privat organisierten Ausstellung, stellte aber auch weiterhin auf der Teiten und der Nachfolgeorganisation Bunten aus. Ab 1030 fungierte er häufig auch als Juror auf den Ausstellungen. Als 1935 die Teiten in zwei Abteilungen gegliedert wurde, stellte er auf der 2. Abteilung aus. 1940 gründete Suzuki, zusammen mit seinen Freunden Ōkubo Sakujirō (1890–1973) und Nakano Kazutaka (中野 和高; 1896–1965), die Künstlergemeinschaft Sōgen-kai (創元会).
Nach dem Pazifikkrieg stellte er weiterhin hauptsächlich bei der Sōgen-kai aus, zeigte Bilder aber auch auf der Nitten. 1956 erhielt er den Preis der Japanischen Akademie der Künste für sein Werk mit dem Titel „てっせん“ (Tessen: Waldreben) und andere Werke auf der 1. Nitten-Ausstellung. 1958 wurde er Mitglied des Treuhänderrats der umorganisierten Nitten-Stiftung. – 1969 wurde anlässlich der 50 Jahre schöpferischer Tätigkeit eine Gedenkausstellung im Mitsukoshi-Kaufhaus eröffnet. 1978 wurde er Mitglied der Akademie der Künste.
Suzuki malte anfangs im Stil des Fauvismus, entwickelte dann aber seinen persönlichen Stil der Linienführung und leichten Farbgebung. Beispiele sind „雪柳“ (Yukiyanagi: Spiraea) und „志那服の娘“ (Shinafuku no musume: Mädchen im chinesischen Gewand).